# Praxis Rabemananjara
Stéphane Praxis Rabemananjara (20 april 1987) is een Malagassisch voetballer die als aanvaller speelt voor ARC Bras Fusil in de Première Division. In 2001 debuteerde hij in het Malagassisch voetbalelftal.

## Carrièrestatistieken
| Seizoen                     | Club                  | Land       | Competitie           | Wed. | Goals |
| --------------------------- | --------------------- | ---------- | -------------------- | ---- | ----- |
| 2000                        | Sirama Namakia        | Madagaskar | Onbekend             | -    | -     |
| 2001                        | Léopards de Transfoot | Madagaskar | THB Champions League | -    | -     |
| 2002                        | Léopards de Transfoot | Madagaskar | THB Champions League | -    | -     |
| 2003                        | Léopards de Transfoot | Madagaskar | THB Champions League | -    | -     |
| 2003/04                     | Pamplemousses SC      | Mauritius  | Mauritian League     | -    | 17    |
| 2004/05                     | Pamplemousses SC      | Mauritius  | Mauritian League     | -    | 12    |
| 2005/06                     | Pamplemousses SC      | Mauritius  | Mauritian League     | -    | 11    |
| 2006/07                     | Pamplemousses SC      | Mauritius  | Mauritian League     | -    | 19    |
| 2007/08                     | Pamplemousses SC      | Mauritius  | Mauritian League     | -    | -     |
| 2008/09                     | Pamplemousses SC      | Mauritius  | Mauritian League     | -    | -     |
| 2009                        | Saint-Denis FC        | Réunion    | Première Division    | -    | -     |
| 2010                        | Saint-Denis FC        | Réunion    | Première Division    | -    | 12    |
| 2011                        | Saint-Denis FC        | Réunion    | Première Division    | -    | -     |
| 2012                        | ARC Bras Fusil        | Réunion    | Eerste divisie       | 23   | 14    |
| 2013                        | ARC Bras Fusil        | Réunion    | Eerste divisie       | -    | -     |
| 2014                        | ARC Bras Fusil        | Réunion    | Première Division    | -    | -     |
| Totaal                      | Totaal                | Totaal     | Totaal               | -    | -     |
| Bijgewerkt tot 11 juli 2014 |                       |            |                      |      |       |

## Erelijst

### Individueel
| Nationaal                   |    |                                                        |
| Topscorer Mauritian League  | 4x | 2003/04 (17), 2004/05 (12), 2005/06 (11), 2006/07 (19) |
| Topscorer Première Division | 1x | 2010 (12)                                              |